# Tatuś Muminka
Tata Muminka (fiń. Muumipappa, szw. Muminpappan) – jeden z bohaterów serii książek Tove Jansson opowiadających o Muminkach i serialu animowanego z cyklu Muminki, mąż Mamusi Muminka.
Wychowany w sierocińcu, prowadzonym przez surową dyrektorkę, z którego szybko jednak uciekł żądny przygód. Na swej drodze spotkał Wiercipiętka (ojca Ryjka), jego wujka Freda Fredriksona oraz Joka (ojciec Włóczykija), z którymi przeżywał fantastyczne przygody. W późniejszym czasie rozpoczyna także próby pisania sztuk teatralnych. Jest przywiązany do swojego cylindra oraz starej, zepsutej strzelby, którą trzyma w piwnicy. Typ marzyciela i romantyka. Jego ulubione powiedzonko to: Na mój ogon!